# الیکایی گلوپهن
الیکایی گلوپهن (نام علمی: Troglodytes aedon brunneicollis) نام یک زیرگونه از گونه الیکایی خانگی است.